# ティペラリー県
ティペラリー県（愛: Contae Thiobraid Árann、英: County Tipperary）は、アイルランド南部、マンスター地方の県。2016年の人口は159,296人。

## 地理
アイルランドの中央平原にあるものの、いくつか山脈があるため、その地形は多様である。県南部はシュー川が、北部にはシャノン川の支流がそれぞれ流れている。また中央部は、県の南北を縦断する形で流れるシュー川の低地にのどかな平原が広がる「黄金の谷（The Golden Vale）」があることでも知られる。

## 歴史
かつて行政上、北ティペラリーと南ティペラリーに分かれていた。

## 主な都市
- ニナ
- クロンメル（旧南ティペラリーの県都）